# Charles FitzGerald, IV duca di Leinster
Charles William FitzGerald, IV duca di Leinster (Dublino, 30 marzo 1819 – Maynooth, 10 febbraio 1887), è stato un nobile e politico irlandese.

## Biografia
Era il figlio di Augustus FitzGerald, III duca di Leinster, e di sua moglie, Lady Charlotte Augusta Stanhope. Frequentò il Christ Church di Oxford. 

## Carriera
Leinster fu High Sheriff of Kildare nel 1843 e membro del Parlamento per Kildare (1847-1852). Ha ottenuto il grado di colonnello onorario nel 3rd Battalion, Dublin Fusiliers. 
Ha ricoperto l'incarico di cancelliere della Queen's University (1870-1881). Fu nominato consigliere privato nel 1879.
Il 3 maggio 1870 ricevette il titolo di Barone Kildare. Nel febbraio 1874, dopo la morte di suo padre, ereditò i titoli e le proprietà dei duchi di Leinster.

## Matrimonio
Sposò, il 13 ottobre 1847 a Trentham, Lady Caroline Sutherland-Leveson-Gower (15 aprile 1827-13 maggio 1887), figlia di George Sutherland-Leveson-Gower, II duca di Sutherland. Ebbero quindici figli:
- Lady Geraldine FitzGerald (1848-15 novembre 1867);
- Lady Mabel FitzGerald (1849-13 settembre 1850);
- Gerald FitzGerald, V duca di Leinster (16 agosto 1851-1 dicembre 1893);
- Lord Maurice FitzGerald (16 dicembre 1852-24 aprile 1901), sposò Lady Adelaide Forbes, ebbero quattro figli;
- Lady Alice FitzGerald (1853-16 dicembre 1941), sposò Sir Charles FitzGerald, non ebbero figli;
- Lady Eva FitzGerald (1855-13 febbraio 1931);
- Lady Mabel FitzGerald (1855-8 dicembre 1939);
- Lord Frederick FitzGerald (18 gennaio 1857-8 marzo 1924);
- Lord Walter FitzGerald (22 gennaio 1858-31 luglio 1923)[1];
- Lord Charles FitzGerald (20 agosto 1859-28 giugno 1928), sposò Alice Claudius, ebbero cinque figli;
- Lord George FitzGerald (16 febbraio 1862-23 febbraio 1924);
- Lord Henry FitzGerald (9 agosto 1863-31 maggio 1955), sposò Inez Casberd-Boteler, ebbero tre figli;
- Lady Nesta FitzGerald (1865-dicembre 1944);
- Lady Margaret FitzGerald (1866-26 ottobre 1867);
- Lord Robert FitzGerald (23 dicembre 1868-23 dicembre 1868).

## Morte
Morì il 10 febbraio 1887 a Carton House, a Maynooth.

## Ascendenza
|                                              |                                              |                                               | Genitori                                |  |  | Nonni |  |  | Bisnonni                                |  |  | Trisnonni                                   |  |
|                                              |                                              |                                               |                                         |  |  |       |  |  | 8. James FitzGerald, I duca di Leinster |  |  | 16. Robert FitzGerald, XIX conte di Kildare |  |
|                                              |                                              |                                               |                                         |  |  |       |  |  | 8. James FitzGerald, I duca di Leinster |  |  | 16. Robert FitzGerald, XIX conte di Kildare |  |
|                                              |                                              | 17. Mary O'Brien                              |                                         |  |  |       |  |  | 8. James FitzGerald, I duca di Leinster |  |  |                                             |  |
| 4. William FitzGerald, II duca di Leinster   |                                              |                                               |                                         |  |  |       |  |  | 8. James FitzGerald, I duca di Leinster |  |  |                                             |  |
|                                              |                                              | 9. Emily Lennox                               | 18. Charles Lennox, II duca di Richmond |  |  |       |  |  |                                         |  |  |                                             |  |
|                                              |                                              | 9. Emily Lennox                               | 18. Charles Lennox, II duca di Richmond |  |  |       |  |  |                                         |  |  |                                             |  |
|                                              |                                              | 9. Emily Lennox                               | 19. Sarah Cadogan                       |  |  |       |  |  |                                         |  |  |                                             |  |
| 2. Augustus FitzGerald, III duca di Leinster |                                              | 9. Emily Lennox                               |                                         |  |  |       |  |  |                                         |  |  |                                             |  |
|                                              |                                              | 10. St George St. George, I barone St. George | 20. John Ussher                         |  |  |       |  |  |                                         |  |  |                                             |  |
|                                              |                                              | 10. St George St. George, I barone St. George | 20. John Ussher                         |  |  |       |  |  |                                         |  |  |                                             |  |
|                                              |                                              | 10. St George St. George, I barone St. George | 21. Mary St. George                     |  |  |       |  |  |                                         |  |  |                                             |  |
| 5. Emilia Olivia St. George                  |                                              | 10. St George St. George, I barone St. George |                                         |  |  |       |  |  |                                         |  |  |                                             |  |
|                                              |                                              | 11. Elizabeth Dominick                        | 22. Christopher Dominick                |  |  |       |  |  |                                         |  |  |                                             |  |
|                                              |                                              | 11. Elizabeth Dominick                        | 22. Christopher Dominick                |  |  |       |  |  |                                         |  |  |                                             |  |
|                                              |                                              | 11. Elizabeth Dominick                        | …                                       |  |  |       |  |  |                                         |  |  |                                             |  |
| 1. Charles FitzGerald, IV duca di Leinster   |                                              | 11. Elizabeth Dominick                        |                                         |  |  |       |  |  |                                         |  |  |                                             |  |
|                                              | 12. William Stanhope, II conte di Harrington | 24. William Stanhope, I conte di Harrington   |                                         |  |  |       |  |  |                                         |  |  |                                             |  |
|                                              | 12. William Stanhope, II conte di Harrington | 24. William Stanhope, I conte di Harrington   |                                         |  |  |       |  |  |                                         |  |  |                                             |  |
|                                              | 12. William Stanhope, II conte di Harrington | 25. Anne Griffith                             |                                         |  |  |       |  |  |                                         |  |  |                                             |  |
| 6. Charles Stanhope, III conte di Harrington | 12. William Stanhope, II conte di Harrington |                                               |                                         |  |  |       |  |  |                                         |  |  |                                             |  |
|                                              |                                              | 13. Caroline Fitzroy                          | 26. Charles FitzRoy, II duca di Grafton |  |  |       |  |  |                                         |  |  |                                             |  |
|                                              |                                              | 13. Caroline Fitzroy                          | 26. Charles FitzRoy, II duca di Grafton |  |  |       |  |  |                                         |  |  |                                             |  |
|                                              |                                              | 13. Caroline Fitzroy                          | 27. Henrietta Somerset                  |  |  |       |  |  |                                         |  |  |                                             |  |
| 3. Charlotte Augusta Stanhope                |                                              | 13. Caroline Fitzroy                          |                                         |  |  |       |  |  |                                         |  |  |                                             |  |
|                                              |                                              | 14. John Fleming, I baronetto                 | 28. Robert Fleming                      |  |  |       |  |  |                                         |  |  |                                             |  |
|                                              |                                              | 14. John Fleming, I baronetto                 | 28. Robert Fleming                      |  |  |       |  |  |                                         |  |  |                                             |  |
|                                              |                                              | 14. John Fleming, I baronetto                 | 29. Catharine Spence                    |  |  |       |  |  |                                         |  |  |                                             |  |
| 7. Jane Fleming                              |                                              | 14. John Fleming, I baronetto                 |                                         |  |  |       |  |  |                                         |  |  |                                             |  |
|                                              |                                              | 15. Jane Coleman                              | 30. William Coleman                     |  |  |       |  |  |                                         |  |  |                                             |  |
|                                              |                                              | 15. Jane Coleman                              | 30. William Coleman                     |  |  |       |  |  |                                         |  |  |                                             |  |
|                                              |                                              | 15. Jane Coleman                              | 31. Jane Seymour                        |  |  |       |  |  |                                         |  |  |                                             |  |
|                                              |                                              | 15. Jane Coleman                              |                                         |  |  |       |  |  |                                         |  |  |                                             |  |